# Tabalus
Tabalus (Grieks: Ταβαλος) was een Pers, die door Cyrus, nadat hij Sardis had ingenomen, aan het hoofd van het garnizoen werd achtergelaten. Hier werd Tabalus kort daarop belegerd door de rebel Pactyas, maar werd ontzet door Mazares (Herodotus, I 153, &c.)

## Referentie
- E. Elder, art. Tabalus, in W. Smith, A Dictionary of Greek and Roman Biography and Mythology, Londen, 1870, III, p. 966.